# 聚光燈效應
聚光燈效應是一個社會心理學概念，用來指人們認為自己很受其他人所留意著，高估自身言行舉止受他人關注的程度:934-6:34。每當我們出現不好的狀況時，這個效應會變得更明顯。不少社會心理學家都提議人們要小心這個效應，去減少因為這個想法對社交的影響。季洛維奇和佐夫斯基提出這個「聚光燈效應」心理學名詞。任何歲數的人都會受到這個效應所影響，但是年輕人就比較易:936。最早在1999年，這個效應出現於期刊《Current Directions in Psychological Science》中。雖然這個現象在99年賦予了正式的名稱，但一早就用不同學者研究過這個情況。透過將不同類似的現象，季洛維奇和佐夫斯基統一稱為「聚光燈」。這個現象就像現實中，剛理完髮的人會很怕被其他人留意自己。人們經常過於擔心自己的缺點會被人留意得到、自己的細少的出錯會帶來別人的負面評價，但現實不然:221，反因為這個心中以為給人的印象影響到自信心:40。 

## 最初實驗
在社會判斷中，尷尬會帶來聚光燈效應。心理學家季洛維奇及其同事，嘗試提出可以有甚麼因素會增加聚光燈效應。在了一個實驗，康奈爾大學的學生受指示穿上了印著明星圖片的T裇，然後進入教室，坐下來完成一些不相關的問卷。穿T裇的大學生事先估計會有大約一半的同學注意到他的T裇。但是，最後的結果卻讓人意想不到，只有23%的人注意到了這一點。另外，感到尷尬的時機也會影響聚光燈效應的強度。當學生穿完就即時去課室當眾感到難堪，聚光燈效應效果最大。雖然都在穿上同一件裇衫，但另一組學生穿好再等15分鐘才去課室，量度出的聚光燈效應效果卻少很多:218。另外，個人對於自己在團體中的影響力都會聚光燈效應的情況。人們通常會高估自己會打擾到周圍的人，以為別人都是這樣認為。
| 百分比 | 統計結果 |
| ------ | -------- |
| 估計   | 45       |
| 實際   | 23       |

## 其他相關概念
聚光燈效應也能引伸解釋不同心理現象。其中錨定效應，指人們會用自己心裏有壓力的感覺加自我概念作為作為一個定錨。但事實上他人不能讀心，得知這些內在感覺。與穿上T裇就即去課室的學生，等了一段時間的另一組學生的初始壓力比較低，因而估計有較少會留意到自己的人:41。有文獻提出一些社交恐懼的人可能因為這些情緒定錨，不能將專注力從自己抽離了出來，回到社交場合中。
錯誤共識效應指人們以為別人會有相同的想法，並因為這個讚同的錯覺增加自信心。而錯誤獨特效應則指人們以為自己很獨特而事實不是。兩個錯誤認知皆能套用在聚光燈效應:150。
自己為目標偏向（英語：self-as-target bias）指的是有事情特別針對自己而來的想法。例如一個學生一開始就有作業遲交了，再加上沒有在上堂前好好備課，開始擔心起來，覺得老師會請自己回答問題。
被洞悉錯覺指人們以為其他人就像透視眼，會知道自己心中的想法。而類似的錯覺是不相稱直覺錯覺則指人們以為自己會知道別人心中的想法，多過別人明白他們自己。

## 引用來源
1. ↑  . terms.naer.edu.tw.   [2019-04-08]. （原始内容存档于2019-04-08）.
2. 1 2  Gilovich, Thomas. . . Thousand Oaks: SAGE Publications, Inc. 2007: 935–936  [2019-04-08]. doi:10.4135/9781412956253.n553. （原始内容存档于2019-04-08）.
3. ↑  Pronin, Emily; Kugler, Matthew B. . Journal of Experimental Social Psychology. 2007-7, 43 (4): 565–578  [2019-04-08]. doi:10.1016/j.jesp.2006.05.011. （原始内容存档于2019-04-08） （英语）.
4. ↑  Myers, David G.,.  Tenth edition. New York, NY. ISBN 9780073370668. OCLC 667213323.
5. ↑  Denton-Mendoza, R. (2012, June 05). The spotlight effect.
6. ↑  Gordon, A. M. (2013, November 21). Have you fallen prey to the "spotlight effect"?
7. 1 2  Gilovich, T., Medvec, V. H., & Savitsky, K. (2000). The spotlight effect in social judgment: An egocentric bias in estimates of the salience of one's own actions and appearance. Journal of Personality and Social Psychology, 78(02), 211–222
8. 1 2 3 4  Gilovich, T., Medvec, V. H., & Savitsky, K. (2000). The spotlight effect in social judgment: An egocentric bias in estimates of the salience of one's own actions and appearance. Journal of Personality and Social Psychology, 78(02), 211–222
9. 1 2  Forgas, Joseph P.; Williams, Kipling D. . Psychology Press. 2014-02-04  [2019-04-08]. ISBN 9781317762775. （原始内容存档于2019-08-15） （英语）.
10. ↑  Gilovich, T., Medvec, V. H., & Savitsky, K. (2000). The spotlight effect in social judgment: An egocentric bias in estimates of the salience of one's own actions and appearance. Journal of Personality and Social Psychology, 78(02), 211–222
11. ↑  Jacowitz, Karen E.; Kahneman, Daniel. . Personality and Social Psychology Bulletin. 1995-11, 21 (11): 1161–1166. ISSN 0146-1672. doi:10.1177/01461672952111004.
12. 1 2 3  Sanderson, C. A. (2010). Social Psychology. United States of America: John Wiley & Sons, Inc.
13. ↑  Baumeister, Roy F.  2nd ed. Belmont, CA: Cengage Learning. 2011. ISBN 9780495601333. OCLC 320192578.
14. ↑  The Life of Jessie: Roll. R. (1969, June 25)
15. ↑  McConnell, A. (2009, June 25). Did everyone see me do that?
16. ↑  Miller, Dale T.; McFarland, Cathy. . Journal of Personality and Social Psychology. 1987, 53 (2): 298–305. ISSN 0022-3514. doi:10.1037//0022-3514.53.2.298.